# Alchemilla madurensis
Alchemilla madurensis é uma espécie de rosácea do gênero Alchemilla, pertencente à família Rosaceae.